# Heizeldrama

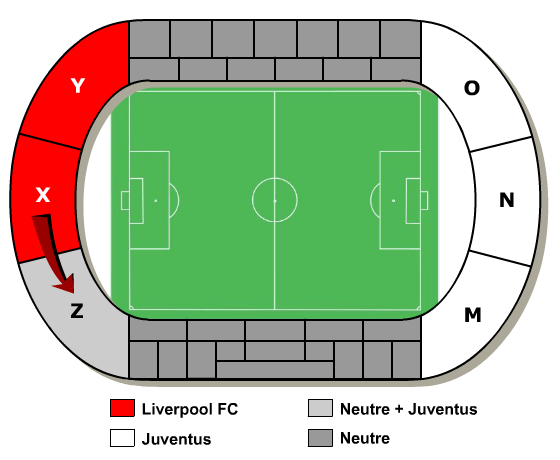
Inrichting van het stadion op 29 mei 1985. Het neutrale vak Z zat vol met fans van Juventus, waardoor zij gemakkelijk in aanraking konden komen met de fans van Liverpool.

Het Heizeldrama op 29 mei 1985 in het Heizelstadion in Brussel is de grootste ramp in de Belgische voetbalgeschiedenis. Voor de finale van de Europacup 1 van het seizoen 1984/85 tussen het Engelse Liverpool FC en Italiaanse Juventus FC braken rellen uit, toen Liverpoolsupporters het neutrale vak met fans bestormden dat met supporters van Juventus FC was gevuld. Daarbij kwamen 39 mensen om het leven, van wie 32 Italianen, en raakten honderden mensen gewond. Schattingen varieren tussen 400 en 600 gewonden. Desondanks werd de finale die avond toch gespeeld, die door Juventus met 1–0 gewonnen werd.

## Voorgeschiedenis
In mei 1985 was Liverpool FC de nummer 1 van Europa, en had het in de voorgaande acht seizoenen vier keer de Europacup gewonnen. Het team bereikte in 1985 opnieuw de finale en stond voor de taak om de titel te verdedigen die het het jaar daarvoor van AS Roma had gewonnen. Ook deze keer moesten de spelers het opnemen tegen een Italiaanse club: Juventus was op dat moment de houder van de Europacup II, en het team bestond grotendeels uit voetballers die hadden meegedaan aan het Wereldkampioenschap voetbal in 1982, dat door Italië was gewonnen. Daarnaast maakte de Franse sterspeler Michel Platini, die in 1983 en 1984 was benoemd tot Europees voetballer van het jaar, deel uit van het team.

### Inrichting van het Heizelstadion
Ondanks de status van Belgisch nationaal stadion, was het Heizelstadion niet geschikt voor een wedstrijd als de Europacup I finale. Het 55 jaar oude stadion verkeerde door achterstallig onderhoud in slechte staat, en op sommige plaatsen brokkelden delen af; de losse stenen zouden gebruikt kunnen worden als wapen. Deels was het stadion in verbouwing. Zowel spelers als fans van Liverpool FC lieten na de ramp weten geschrokken te zijn van het bouwvallige stadion, en bestuursvoorzitter Peter Robinson van Liverpool FC en andere afgevaardigden van de Football Association van Liverpool hadden deze problemen voor de wedstrijd al aangekaart. Het advies om voor een andere locatie te kiezen werd door de UEFA echter niet opgevolgd.
Het stadion was met 58.000-60.000 toeschouwers tot de nok toe gevuld, met meer dan 25.000 supporters per team. De twee delen achter de doelen voorzagen allebei in onoverdekte staanplaatsen en waren verdeeld in drie vakken. Het deel voor Juventus bestond uit de vakken O, N en M. De supporters van Liverpool FC hadden de beschikking over de vakken X en Y; vak Z was gereserveerd voor de neutrale Belgische fans. Het idee voor dit grote neutrale vak werd zowel door Liverpool FC als Juventus sterk afgeraden, omdat het fans van beide clubs de mogelijkheid bood om via de zwarte markt aan toegangskaarten te komen, waardoor een gevaarlijke mix van fans zou ontstaan. Op aandringen van de UEFA was vak Z toch behouden voor neutrale toeschouwers.
In de praktijk zat het neutrale vak Z vol met fanatieke Italiaanse Juventus supporters en Italiaanse Belgen. In die tijd woonden in Brussel, net als in de rest van België, veel mensen van Italiaanse afkomst als gastarbeider en een grote groep fans van Juventus kocht kaarten voor vak Z. Daar kwam bij dat veel kaarten werden opgekocht door reisbureaus, die ze voornamelijk aan supporters van Juventus verkochten. Een klein deel van de kaarten in dat vak was in handen van de fans van Liverpool FC beland.

### Gebeurtenissen eerder die dag
Veel supporters hadden in de loop van de dag alcohol gedronken en er waren in Brussel al relletjes geweest. Deze bereikten hun hoogtepunt kort voor de start van de finale. De sfeer in het stadion was zeer grimmig, er waren overal rellen en de Belgische politie had de situatie met moeite onder controle. Daarbij kwam dat de ene helft van het stadion onder verantwoordelijkheid van de Brusselse politie, en de andere helft onder verantwoordelijkheid van de Rijkswacht stond. Veel Belgische Rijkswachters waren die dag vrij omdat er kort daarvoor een bezoek van de paus was geweest, waarbij veel politie nodig was. Er was toentertijd geen enkele coördinatie in en rond het stadion en de portofoon systemen van beide politie korpsen bleken niet compatibel. Bovendien kwam de Belgische politie met veel te weinig manschappen tussenbeide.

## Het drama
Rond 19.00 uur lokale tijd, een uur voor de aftrap, begonnen de problemen. Voor de wedstrijd begon, werd door een groep jonge Belgische selectiespelers een vriendschappelijke wedstrijd gespeeld. Door puur toeval kwamen de kleuren van de teams overeen met die van de Europacupfinalisten. In de eerste helft ging het rode Belgische team aan de leiding met 3-0, tot grote vreugde van de supporters van Liverpool FC, die deden alsof de echte wedstrijd al was begonnen. Toen het witte team in de tweede helft rond 19.10 uur scoorde, ontstonden gevechten. Met nog enkele minuten te gaan, werd de wedstrijd afgefloten en verlieten de jonge spelers het veld.
De supporters van Liverpool FC en Juventus in vak X en het neutrale vak Z stonden dicht tegenover elkaar. De scheiding tussen beide vakken was gemarkeerd door tijdelijk geplaatste gevlochten hekwerken en een niet te betreden gebied dat door een beperkt aantal Belgische politiemensen werd bemand. Op dat moment werd er vuurwerk afgestoken en raapten supporters los geraakte stenen op die op de lager gelegen tribune trappen van het stadion lagen.
Bij het naderen van de aftrap werd het stenen gooien heviger. Een groep fans van Liverpool FC stormde over de tribunes en brak uiteindelijk door het hekwerk dat hen van vak Z scheidde. In paniek omdat ze geen kant uit konden, renden de supporters van Juventus naar de zijkant van het vak, waar ze probeerden om over de muur te klimmen om te ontsnappen. Hoewel veel mensen wisten te ontkomen, kon de muur de enorme druk van de Italianen niet aan, waardoor deze omviel: veel supporters vielen en werden vertrapt in de menigte. Wie het veld probeerde op te rennen, werd door de politie teruggedreven. Het bleek uiteindelijk de muur te zijn die de meeste slachtoffers maakte: 39 mensen overleden en honderden raakten gewond. Onder de dodelijke slachtoffers waren 32 Italianen (waarvan twee minderjarigen), vier Belgen, twee Fransen en een Noord-Ier.
Hulpverleners die slachtoffers reanimeerden, werden zelf bekogeld door Engelse hooligans. Lichamen werden weggedragen op delen van het hekwerk en reclameborden en buiten op hopen gelegd, waar ze met grote voetbalvlaggen werden afgedekt. De helikopters waarmee de politie en hulpdiensten kwamen aanzetten bliezen de vlaggen echter weg en de situatie werd steeds chaotischer. Uit wraak voor de gebeurtenissen die zich in vak Z hadden afgespeeld, ontstonden rellen aan de kant waar de supporters van Juventus zaten. Zij baanden zich een weg omlaag en probeerden de andere kant te bereiken, maar dit werd door de politie tegengehouden. In een twee uur durende strijd gingen fans van Juventus de politie te lijf met stenen, flessen en vuurwerk. Toen de wedstrijd uiteindelijk begon, was de politie nog steeds bezig met de supporters van Juventus en zij bleef gedurende de hele wedstrijd rondom het veld aanwezig.

### Slachtoffers
- Rocco Acerra, 29
- Bruno Balli, 50
- Alfons Bos, 35
- Giancarlo Bruschera, 21
- Andrea Casula, 11
- Giovanni Casula, 44
- Nino Cerullo, 24
- Willy Chielens, 41
- Giuseppina Conti, 17
- Dirk Daeninckx, 27
- Dionisio Fabbro, 51
- Jacques François, 45
- Eugenio Gagliano, 35
- Francesco Galli, 24
- Giancarlo Gonnelli, 20
- Alberto Guarini, 21
- Giovacchino Landini, 50
- Roberto Lorentini, 31
- Barbara Lusci, 58
- Franco Martelli, 22
- Loris Messore, 28
- Gianni Mastroiaco, 20
- Sergio Mazzino, 38
- Luciano Papaluca, 38
- Luigi Pidone, 31
- Benito Pistolato, 50
- Patrick Radcliffe, 38
- Domenico Ragazzi, 44
- Antonio Ragnanese, 49
- Claude Robert, 27
- Mario Ronchi, 43
- Domenico Russo, 28
- Tarcisio Salvi, 49
- Gianfranco Sarto, 47
- Amedeo Spolaore, 55
- Mario Spanu, 41
- Tarcisio Venturin, 23
- Jean-Michel Walla, 32
- Claudio Zavaroni, 28

## De wedstrijd
Ondanks de ramp ging de wedstrijd tóch van start, omdat men dacht dat het anders nog verder zou escaleren. Beide aanvoerders spraken met het publiek en riepen hen op tot kalmte. De spelers wisten dat er supporters waren omgekomen, ook al was het onduidelijk hoeveel slachtoffers er waren. Er werd gezegd door sommige supporters dat het pas na de wedstrijd duidelijk werd dat er mensen waren omgekomen.
Juventus won met 1–0 door een strafschop, benut door Michel Platini. Er was wel degelijk een groot feest op de tribunes en op het veld. De overtreding werd overigens 1,5 meter buiten het strafschopgebied gemaakt. In de tweede helft werd er onterecht géén strafschop aan Liverpool FC toegekend.
Aan het einde van de wedstrijd hebben de Juventus-spelers midden op het veld hun overwinning gevierd, doch een ereronde hebben ze niet gelopen. De beker is door de UEFA in de kleedkamer uitgereikt.

## Nasleep en gevolgen

### Parlementair onderzoek
Een parlementaire onderzoekscommissie werd ingesteld die de betrokkenen binnen voetbalbond en ordediensten verhoorde. Al op 9 juli 1985 kwam ze met haar bevindingen. In het rapport werd minister van binnenlandse zaken Charles-Ferdinand Nothomb in bedekte termen met de vinger gewezen.
Nothomb weigerde af te treden, waarop zijn concurrent en vicepremier Jean Gol dan maar zelf zijn ontslag aanbood. Hij werd daarin gevolgd door de andere PRL-excellenties. De Koning weigerde het ontslag van de Regering-Martens V. Daarop kwamen de Franstalige liberalen terug op hun stappen, maar het leidde wel tot vervroegde verkiezingen in oktober 1985.

### Gerechtelijke vervolging
Op basis van beelden identificeerde de Britse politie 34 relschoppers, van wie er uiteindelijk 26 aan België werden uitgeleverd. Door een bijzonderheid van het Engelse strafrecht (specimen charge) werd enkel de dood door schuld op Mario Ronchi als tenlastelegging weerhouden. Het vonnis van de rechtbank van Highbury Corner werd op procedurele gronden tenietgedaan door de Divisional Court. Door een ultiem beroep bij de House of Lords werd uiteindelijk toch tot uitlevering beslist (13 juli 1987). Nadat ook minister Douglas Hurd groen licht had gegeven, werden de hooligans naar België gebracht en opgesloten in Leuven-Centraal.
Het gerechtelijk onderzoek in België was in handen van Marina Coppieters 't Wallant. Op het strafproces, van oktober 1988 tot april 1989, kregen veertien Britse supporters een gevangenisstraf, al dan niet met uitstel. Rijkswachtkapitein Johan Mahieu liep een veroordeling met uitstel op, net als de secretaris-generaal van de Belgische voetbalbond, Albert Roosens. Minister Nothomb en burgemeester Hervé Brouhon - die te veel alcohol had gedronken om beslissingen te kunnen nemen - werden vrijgesproken, evenals de andere beklaagden: rijkswachtcommandant Michel Kensier, Brussels schepen van sportzaken Viviane Baro, UEFA-voorzitter Jacques Georges en secretaris-generaal Hans Bangerter.
Het Openbaar Ministerie ging in beroep tegen het vonnis. Het arrest van het Hof van Beroep viel op 26 juni 1990 en legde zwaardere straffen op voor elf veroordeelden. Een van de veertien supporters verkreeg de vrijspraak. Hans Bangerter werd alsnog veroordeeld, waardoor de UEFA mee moest bijdragen aan het schadeloos stellen van de slachtoffers.
Na afwijzing van de cassatieberoepen, sloten de aansprakelijk verklaarde partijen een akkoord over de onderlinge verdeling van de 250 miljoen frank (ongeveer 6,2 miljoen euro) schadevergoedingen. De overeenkomst werd op 19 november 1991 ondertekend en voorzag in de volgende verdeelsleutel:
- 42,5% te betalen door de Belgische staat;
- 42,5% door de KBVB;
- 15% door de UEFA.

### Uitsluiting van Engelse voetbalclubs
De Engelse clubs werden zeer kort nadien voor onbepaalde tijd uitgesloten van de Europese beker competities. Vanwege het feit dat Liverpool supporters de oorzaak waren van de ramp zou Liverpool FC nog 3 jaar extra van Europees voetbal worden uitgesloten. Na jaren van campagne, mochten de Engelse clubs vanaf 1990/91 weer aan Europese competities mee doen. Liverpool FC kreeg een jaar later weer toestemming, ondanks de eerder opgelegde straf. 
De onderstaande voetbalclubs mochten naar aanleiding van het drama ondanks nationaal succes toch geen Europees bekervoetbal spelen:
| Club                   | Europacup I               | Europacup II (bekerwinnaars) | Europacup III             |
| ---------------------- | ------------------------- | ---------------------------- | ------------------------- |
| Everton FC             | 1985-86, 1987-88          | 1986-87                      | 1988-89                   |
| Liverpool FC           | 1986-87, 1988-89, 1990-91 | 1989-90                      | 1985-86, 1987-88          |
| Arsenal FC             | 1989-90                   |                              | 1987-88                   |
| Norwich City FC        |                           |                              | 1985-86, 1987-88, 1989-90 |
| Tottenham Hotspur FC   |                           |                              | 1985-86, 1987-88          |
| Southampton FC         |                           |                              | 1985-86                   |
| Manchester United FC   |                           | 1985-86                      | 1986-87, 1988-89          |
| West Ham United FC     |                           |                              | 1986-87                   |
| Sheffield Wednesday FC |                           |                              | 1986-87                   |
| Oxford United FC       |                           |                              | 1986-87                   |
| Nottingham Forest FC   |                           |                              | 1988-89, 1989-90          |
| Luton Town FC          |                           |                              | 1988-89                   |
| Queens Park Rangers FC |                           |                              | 1988-89                   |
| Derby County FC        |                           |                              | 1989-90                   |
| Coventry City FC       |                           | 1987-88                      |                           |
| Wimbledon FC           |                           | 1988-89                      |                           |

Aangezien het aantal plaatsen in de UEFA Cup bepaald wordt door de resultaten van de laatste vijf jaar en Engeland dus vijf jaar niet meedeed aan Europese bekertoernooien, moest Engeland weer onder aan de UEFA-ranglijst beginnen, met één ploeg in de UEFA Cup, in plaats van vier. In de loop der jaren klom Engeland weer verder op, onder meer door de zegetocht van Manchester United in het eerste seizoen na het opheffen van de schorsing, toen de club de Europacup II won. Onderstaande ploegen misten Europese deelname begin jaren 90 vanwege de lage UEFA-coëfficiënten van Engeland.
| Seizoen | Clubs                                                              |
| ------- | ------------------------------------------------------------------ |
| 1990-91 | Tottenham Hotspur FC, Arsenal FC, Chelsea FC, Nottingham Forest FC |
| 1991-92 | Leeds United FC, Manchester City FC, Sheffield Wednesday FC        |
| 1992-93 | Arsenal FC, Manchester City FC                                     |
| 1993-94 | Blackburn Rovers FC, Queens Park Rangers FC                        |
| 1994-95 | Leeds United FC                                                    |

### Beleidsrespons

#### Voetbalwet
Overal in Europa besefte men dat het tijd werd om enige regels omtrent voetbalstadions en wedstrijden te creëren. In vele landen werd eindelijk werk gemaakt van een voetbalwet en door het Heizeldrama werd het verplicht een rampenplan op te stellen voor evenementen met een bepaald aantal bezoekers of een bepaalde risicowaarde.

#### Eenheidspolitie
Tijdens de finale stond het ene deel van het stadion onder toezicht van de Rijkswacht en het andere onder toezicht van de Brusselse gemeente politie. Dit had geleid tot gebrekkige coördinatie en hielp volgens Freddy Thielemans de geesten rijp maken voor de latere fusie tussen politiekorpsen.

### Renovatie
Na het drama werden in het Heizelstadion enkel nog atletiekwedstrijden gehouden en enkele vriendschappelijke voetbalwedstrijden (oa België - Roemenië 26/05/1990 2-2). Vanaf medio 1993 werd het stadion volledig verbouwd en omgedoopt tot Koning Boudewijnstadion. Op 28 augustus 1995 speelden België en Duitsland een vriendschappelijke wedstrijd ter opening van het nieuwe stadion.

## Herdenkingen en terugblik op het drama

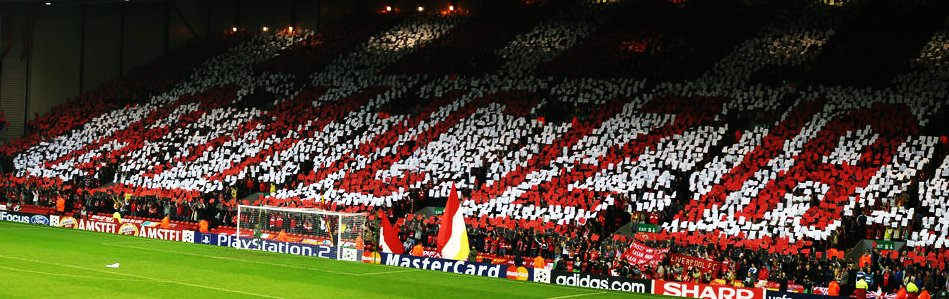
Supporters van Liverpool FC creëren met behulp van platen het woord "amicizia", Italiaans voor "vriendschap".

Tijdens Euro 2000 legden spelers van het Italiaanse nationale team bloemen bij het stadion, uit eerbied voor de overleden fans van Juventus.
Op 29 mei 2005 werd een herdenkingsmonument onthuld bij het "nieuwe", gerenoveerde en verbouwde stadion om het drama te herdenken dat precies 20 jaar eerder had plaatsgevonden. Het monument bestaat uit een dertien meter hoge zonnewijzer op een voetstuk van wit Italiaans natuursteen dat een tiende van een voetbalveld beslaat. Het getal 39, refererend aan het aantal slachtoffers, komt meerdere malen terug in het monument. De lengte van de zonnewijzer is bijvoorbeeld een derde van 39, in de sokkel zijn 39 prisma's (lichtschijfjes) verwerkt en eenzelfde aantal tegels ligt op de grond voor het monument, waarop het gedicht Funeral Blues van de Britse dichter W.H. Auden is geschreven.
Juventus en Liverpool FC moesten het tijdens de kwartfinale van de Champions League in 2005 tegen elkaar opnemen, 20 jaar na het Heizeldrama. Het was de eerste keer sinds die gebeurtenis dat de clubs weer tegenover elkaar stonden. Voor de thuiswedstrijd op Anfield, die overigens werd geleid door de Belgische scheidsrechter Frank De Bleeckere, vroegen de supporters van Liverpool FC op passende wijze om vergiffenis en riepen op tot vriendschap. Ze hielden borden omhoog zodat het woord "amicizia" werd gevormd, "vriendschap" in het Italiaans. Hoewel de meeste fans van Juventus voor het gebaar applaudisseerden, keerde een aantal hen de rug toe. Velen weigerden om het aanbod tot vriendschap aan te nemen: de periode van 20 jaar tussen het drama en de verontschuldigingen was hen te groot. De Champions League werd dat seizoen uiteindelijk met 3-3 na verlenging en met 3-2 na het nemen van strafschoppen tegen AC Milan, gewonnen door Liverpool FC.
Op 29 mei 2025 werd een herdenkingsmonument onthuld in de buurt van het Allianz stadium van Juventus in Turijn. Het werk van kunstenaar Luca Vitone, genaamd "Naar elders" ((it) : "Verso altrove"), is een spiraal van 65 meter lang die drie meter boven de grond hangt.

## In de literatuur
- Yannick Ottoy, Drang, Manteau, 2015
- (fr) Laurent Mauvignier, Dans la foule, Les Éditions de Minuit, 2006
- Bob Mendes, Dag van schaamte, Manteau, 2004, ISBN 9789022318409
- Geert Clerbout, Heizel 1985, het drama door de ogen van wie erbij was., Pelckmans, 2022, ISBN 9789464015614

## Documentaire
- Heizel '85. Requiem voor een Bekerfinale (Lode Desmet, 2005)
- Heizel 1985, driedelige televisie-documentaire (Frank Raes, 2022)
- Het Heizeldrama, zesdelige televisie-documentaire (Jan Verheyen, 2025)

## Verder lezen
- (it) Emilio Targia, Quella notte all'Heysel, Sperling & Kupfer, 2015
- (fr) Jean-Philippe Leclaire, Le Heysel, une tragédie européenne, Calmann-Lévy, 2005, ISBN 9782702134917
- (it) Francesco Caremani, Heysel. Cronaca di una strage annunciata, 2003, ISBN 9788887676235
- Paul 't Hart en Bert Pijnenburg, Het Heizeldrama. Rampzalig organiseren en kritieke beslissingen, Alphen aan den Rijn, 1988